# Distritos electorales de Guatemala
Los distritos electorales de la República de Guatemala son espacios geográficos delimitado para fines electorales. De acuerdo con el artículo 157 de la Constitución, para las elecciones generales y diputados al Parlamento Centroamericano hay en el país 23 distritos electorales. Cada uno de los departamentos más el municipio que alberga a la Ciudad de Guatemala constituyen los distritos electorales.
En cada distrito electoral debe existir una delegación del Registro de Ciudadanos ubicado en las cabeceras departamentales. Además, debe haber una subdelegación en cada una de las cabeceras municipales y en las oficinas y agencias que autorice el Tribunal Supremo Electoral, para el mejor cumplimiento de las funciones de dicho órgano. Durante el año electoral correspondiente se crearán Juntas Electorales Departamentales, Juntas Electorales Municipales y Juntas Receptoras de Votos, según lo estipulado por la ley. Al frente, estarán las Juntas Electorales Departamentales. Estas juntas electorales y receptoras de votos son temporales por el motivo de que después de terminado el proceso electoral por el Tribunal Supremo Electoral, se disolverán.
Por cada distrito electoral debe elegirse como mínimo un diputado. La ley establece el número de diputados que corresponda a cada distrito de acuerdo a su población. Un número equivalente al veinticinco por ciento de diputados distritales será electo directamente como diputados por lista nacional. De acuerdo, al último censo de 2002 se elige un diputado por cada ochenta mil habitantes según el departamento. Actualmente son 120 diputados distritales y 40 diputados por lista nacional.
A continuación, se presenta los distritos electorales para la elección de diputados al Congreso de la República:
| No. escaños | Circunscripción(es)                                                      |
| ----------- | ------------------------------------------------------------------------ |
| 32          | Lista Nacional                                                           |
| 19          | Municipios del departamento de Guatemala                                 |
| 11          | Distrito Central                                                         |
| 10          | Huehuetenango                                                            |
| 9           | Alta Verapaz, San Marcos                                                 |
| 8           | Quiché                                                                   |
| 7           | Quetzaltenango                                                           |
| 6           | Escuintla                                                                |
| 5           | Chimaltenango, Suchitepéquez                                             |
| 4           | Jutiapa, Petén, Totonicapán                                              |
| 3           | Chiquimula, Izabal, Jalapa, Retalhuleu, Sacatepéquez, Santa Rosa, Sololá |
| 2           | Baja Verapaz, Zacapa                                                     |
| 2           | El Progreso                                                              |
| 160         | Total                                                                    |